# 拉米羅·佩尼亞
拉米羅·佩尼亞（Ramiro Peña，1985年7月18日—)，是墨西哥籍球員。他是亞特蘭大勇士隊的三壘手，也曾經擔任過游擊手。

## 職業生涯
- 2005年，佩尼亞離開墨西哥聯盟，和紐約洋基簽下合約[1] 。
- 2009年9月29日，佩尼亞在主場面對堪薩斯市皇家隊時，從先發投手Luke Hochevar敲出陽春全壘打，為大聯盟生涯的第一支全壘打。
- 2011年球季，佩尼亞將從3A開始[2]。因基特受傷進入15天傷兵名單，被洋基叫上大聯盟，06月16日面對遊騎兵的後援投手馬克·羅威手中敲出右外野全壘打，也是職業生涯第二支全壘打。

## 外部連結
- 球員資訊和成績在MLB ，ESPN ，Baseball Reference ，Fangraphs ，The Baseball Cube ，Baseball Reference (Minors) ，Retrosheet （英文）